# Michael Wincott
Michael Anthony Claudio Wincott (Toronto, 21 januari 1958) is een Canadees acteur.

## Carrière
Wincott groeide op in Scarborough, een wijk van Toronto. Daar ging hij naar de middelbare school. Van 1977 tot 1978 studeerde hij aan het Victoria College van de Universiteit van Toronto. Hij acteerde al snel bij het Public Theater in New York; onder de regie van Joseph Papp speelde hij onder meer in “When You Comin’ Back, Red Ryder” en “Tis a Pity She’s a Whore”.
In 1979 was Wincott voor het eerst op tv te zien in de populaire Canadese serie “The Littlest Hobo”, en in de televisiefilms “Title Shot”, “An American Christmas Carol” en “The Family Man”. In dat jaar speelde hij tevens in de film “Wild Horse Hank”.
In 1982 werd hij toegelaten tot de prestigieuze Juilliard School of Drama in New York. Hij bekostigde de studie met allerlei rollen in TV series, waaronder “Miami Vice”, “The Equalizer” en “Crime Story”. Wincott verwierf tevens een kleine rol in de low budget film “Curtains”. In 1986 studeerde hij af.
Zijn eerste grote rol na zij afstuderen was die van korporaal Silvestro Canio in het biografische drama “The Sicilian” (met in de hoofdrol Christopher Lambert). Hij speelde Kent in het toneelstuk "Talk Radio". Oliver Stone aarzelde aanvankelijk om Wincott in te huren voor de verfilming van het stuk: Wincott was inmiddels 27 jaar. Op het toneel overtuigde hij als tiener, maar de camera zou wellicht Wincotts echte leeftijd verraden. Stone liet zich overtuigen door Wincotts intense acteerwerk, en Michael kreeg de rol.
In de jaren negentig speelde Wincott een aantal grote rollen: De Moxica in Ridley Scotts "1492: The Conquest of Paradise" (1992); Top Dollar in "The Crow" (Alex Proyas, 1994); Dante in "Strange days" (Kathryn Bigelow, 1996).

## Trivia
- Wincott is een kundig schermer en doet geregeld zwaardgevechten in films. Hij is tevens een goed paardrijder.
- Hij is de jongere broer van acteur Jeff Wincott.
- Wincott heeft een diepe, raspende stem die zeer typerend is.

## Filmografie
- Wild Horse Hank (1979) - Charlie Connors
- Title Shot (1979) – Les Rose
- An American Christmas Carol (1979) - koorleider
- Nothing Personal (1980) - Peter
- Ticket To Heaven (1981) – Gerry
- Curtains (1983) - Matthew
- The Sicilian (1987) – korporaal Silvestro Canio
- Talk Radio (1988) - Kent/Michael/Joe
- Bloodhounds of Broadway (1989) - Soupy Mike
- Born on the 4th of July (1989)
- The Doors (1991) - Paul A. Rothchild
- Robin Hood: Prince of Thieves (1991) - Guy of Gisbourne
- 1492: Conquest of Paradise (1992) - Adrian de Moxica
- Romeo Is Bleeding (1993) - Sal
- The Three Musketeers (1993) – Kapitein Rochefort
- The Crow (1994) - Top Dollar
- Panther (1995) - Tynan
- Dead Man (1995) - Conway Twill
- Strange Days (1996) - Philo Gant
- Basquiat (1996) - Rene Ricard
- Metro (1997) - Michael Korda
- Alien: Resurrection (1997) - Frank Elgyn
- Gunshy (1998) - Frankie McGregor
- Before Night Falls (1998) - Herberto Zorilla Ochoa
- Hidden Agenda (1998) – Larry Gleason
- Along Came a Spider (2001) - Gary Soneji
- The Count of Monte Cristo (2002) - Dorleac
- Treasure Planet (2002) - Scroop
- The Assassination of Richard Nixon (2004) - Julius Bicke
- Seraphim Falls (2006) - Hayes
- Le scaphandre et le papillon (2007) - Fashion Photographer
- What Just Happened? (2008) - Jeremy Brunell
- A Lonely Place for Dying (2009) - Anthony Greenglass
- 24: Live Another Day (2014) - Adrian Cross (miniserie)
- Nope (2022) - Antlers Holst

## Videospelrollen
- Halo 2 (2004) - Prophet of Truth
- NARC” (2005) - Mr. Big
- Halo 3 (2007) - Prophet of Truth
- Darksiders 2 (2012) - Death